# Fiore di ciliegio

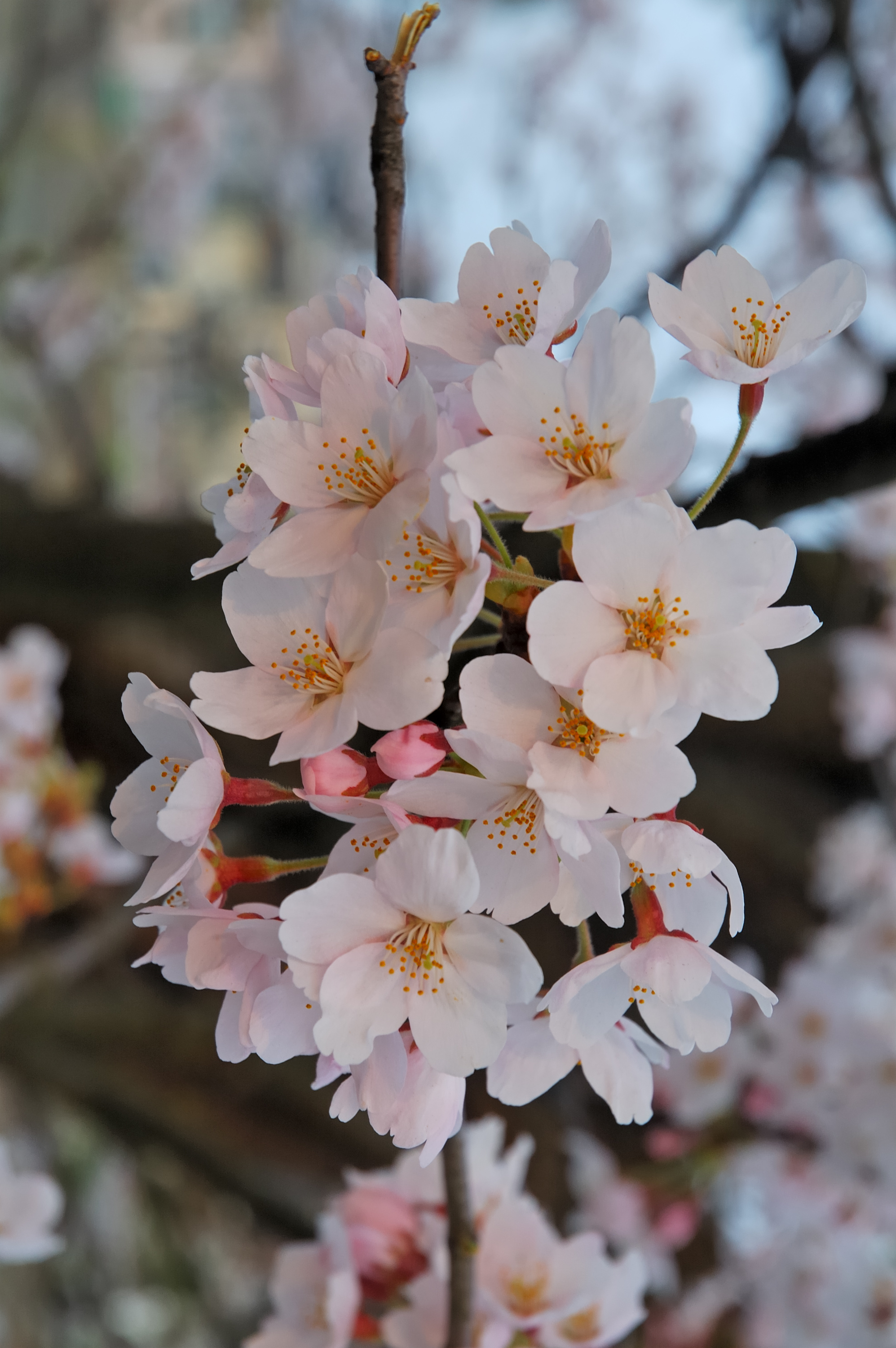
Fiori di ciliegio presso Fukushima

Il fiore di ciliegio è il fiore di uno dei diversi alberi del genere Prunus, in particolare del ciliegio giapponese, il Prunus serrulata, che talvolta viene chiamato sakura (dal giapponese 桜?, 櫻?, o さくら?). Molte varietà di questo genere, che vengono coltivate per uso ornamentale, non producono frutti. Le ciliegie commestibili provengono solitamente dalle specie Prunus avium e Prunus cerasus.

## L'osservazione del fiore

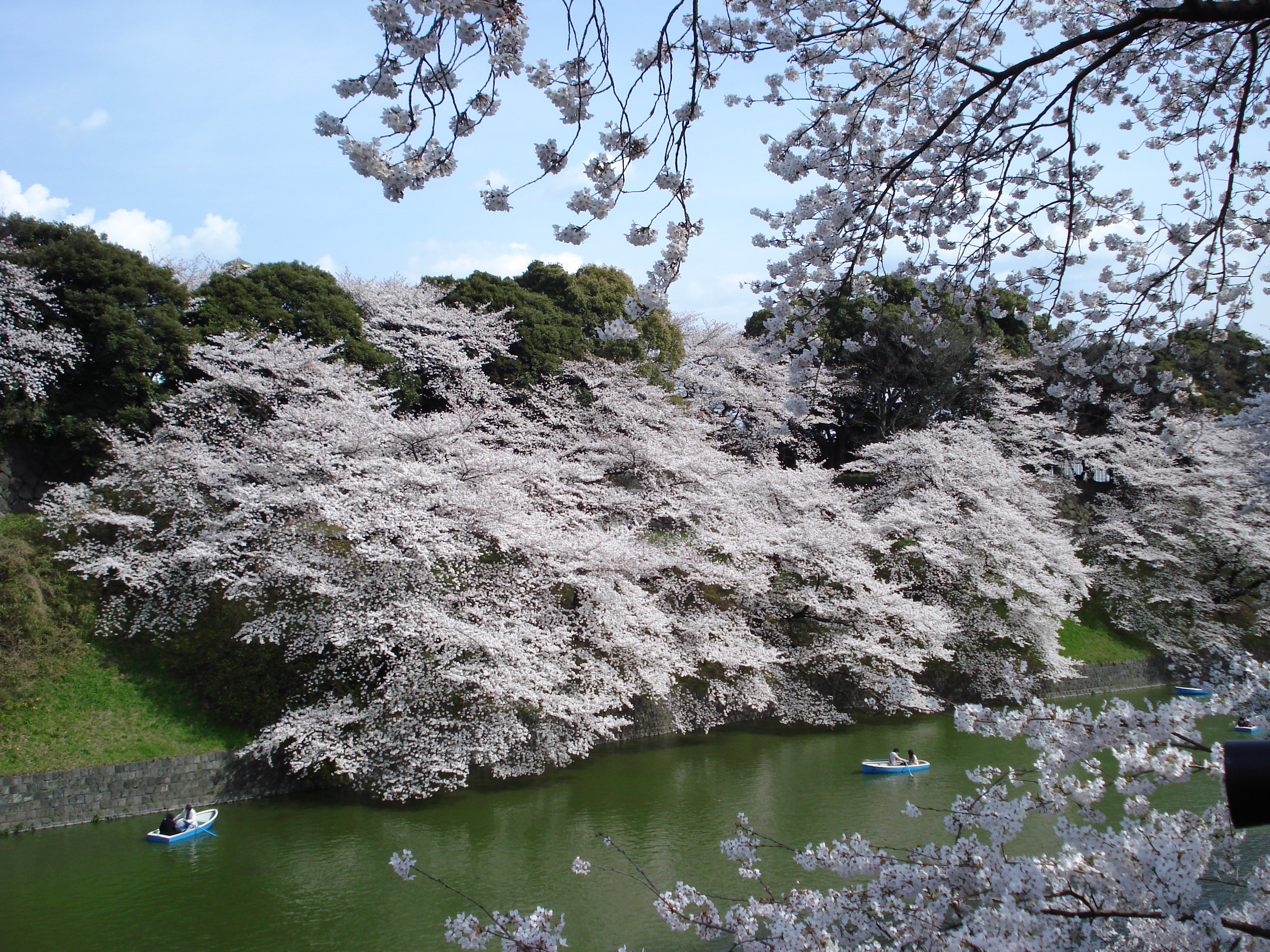
Fiori di ciliegio nel Palazzo Imperiale di Tokyo

Lo hanami è la secolare usanza giapponese di godere della bellezza della fioritura primaverile degli alberi, in particolare di quella dei ciliegi da fiore. Si dice che l'usanza abbia avuto inizio durante il periodo Nara (710-794) quando inizialmente la gente ammirava il Prunus mume. Ma fu durante il periodo Heian (794-1185) che i fiori di ciliegio iniziarono ad attirare maggior attenzione e hanami diventò sinonimo di sakura. Da allora, sia nei waka che negli haiku, il termine "fiori" (花?, hana) venne inteso come "fiori di ciliegio". L'usanza era originariamente limitata all'elite della corte imperiale, ma presto si diffuse nella comunità samurai e, durante il periodo Edo, anche nella popolazione comune. Tokugawa Yoshimune fece piantare aree di alberi di ciliegio in fiore per incoraggiare questa usanza. Sotto gli alberi di sakura, il popolo usava mangiare e bere durante allegre feste.

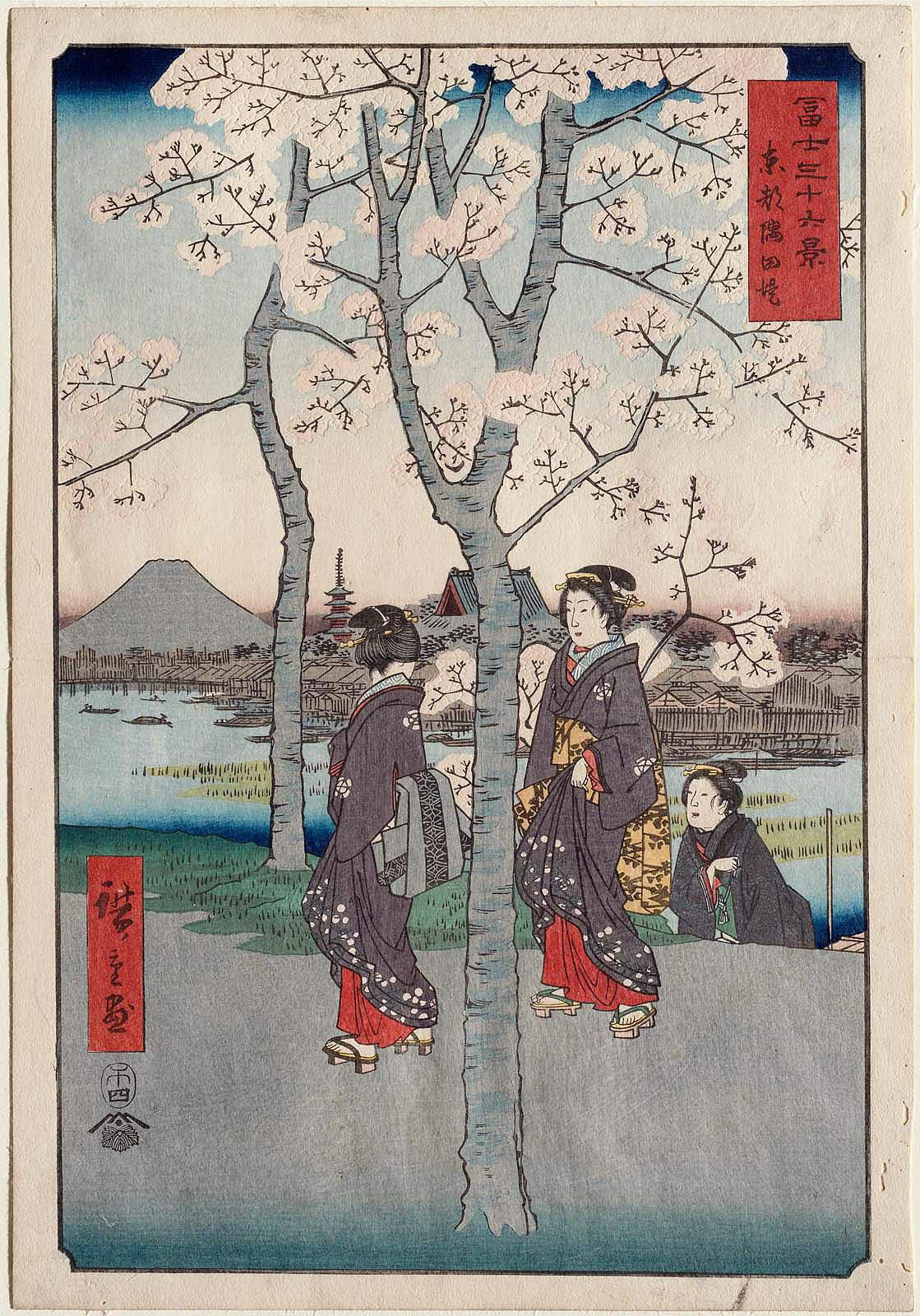
Xilografia del Fuji e dei fiori di ciliegio.

Ogni anno l'Agenzia Meteorologica Giapponese segue, all'avvicinarsi della stagione calda, l'evolversi della fioritura attraverso previsioni trasmesse nei telegiornali. La fioritura inizia a Okinawa nel mese di gennaio e di solito raggiunge Kyoto e Tokyo tra la fine di marzo e l'inizio di aprile. Procede poi verso altitudini più elevate e verso nord, arrivando a Hokkaidō poche settimane dopo. I giapponesi prestano molta attenzione alle previsioni e sono soliti ad organizzare, con i familiari e gli amici, incontri dedicati alla loro osservazione nei parchi, nei santuari e nei templi. Il festival di Hanami celebra la bellezza del fiore di ciliegio e per molti rappresenta un'occasione per rilassarsi e godere della loro splendida vista. L'usanza dello hanami risale a molti secoli: l'opera Nihongi, che narra la storia del Giappone fino al 697 d.C., riporta l'esistenza di questa festa già a partire dal III secolo d.C.
In Giappone nella maggior parte delle scuole e negli edifici pubblici si possono trovare alberi di ciliegio fuori da essi. Poiché l'anno fiscale e la scuola iniziano nel mese di aprile, in molte zone dell'isola di Honshū, il primo giorno di lavoro o di scuola coincide con la fioritura dei ciliegi.
L'Associazione Giapponese per i Fiori di Ciliegio, ha creato una lista dei 100 migliori posti dove osservarli, presentandone almeno uno per prefettura.

## Simbolismo

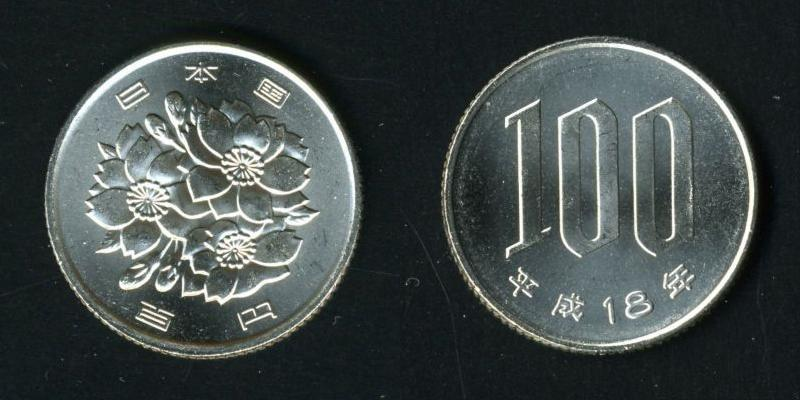
Una moneta da 100 yen con rappresentato un fiore di ciliegio.

In Giappone, i fiori di ciliegio simboleggiano anche le nubi, per via della loro fioritura in massa, oltre ad essere una metafora per la natura effimera della vita, un aspetto della tradizione culturale giapponese spesso associata all'influenza buddhista e che trova espressione nel concetto di mono no aware. La correlazione tra mono no aware e i fiori di ciliegio risale al XVIII secolo e all'intellettuale Motoori Norinaga. La caducità dei fiori, la loro bellezza estrema e la morte rapida, è stata spesso associata con la morte. Per questo motivo, i fiori di ciliegio sono riccamente simbolici e sono stati utilizzati spesso in varie forme di arte giapponese come manga, anime e film, così come negli spettacoli musicali. Esiste almeno una canzone popolare, in origine per shakuhachi (flauto di bambù), dal titolo "Sakura sakura" dedicata ai fiori di ciliegio e diverse canzoni pop. In Giappone, il fiore è rappresentato anche su molti beni di consumo, tra cui kimono, cancelleria e stoviglie.
Sakurakai o società dei fiori di ciliegio, era il nome scelto da giovani ufficiali dell'esercito imperiale giapponese nel settembre 1930, per la loro società segreta fondata con l'obiettivo di riorganizzare la nazione secondo linee militariste totalitarie, attraverso anche un colpo di Stato militare, se si fosse reso necessario.

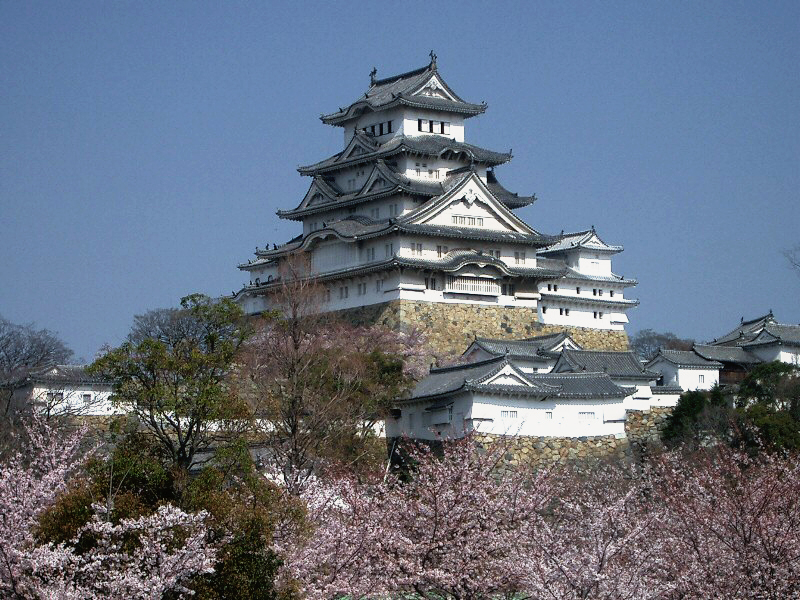
Castello di Himeji.

Durante la seconda guerra mondiale, il fiore di ciliegio è stato utilizzato per motivare il popolo giapponese al nazionalismo e al militarismo. Anche prima della guerra erano stati utilizzati nella propaganda per ispirare lo "spirito giapponese", come nella "canzone del giovane Giappone", esaltando i "guerrieri" che erano "pronti come la miriade di fiori di ciliegio a disperdersi". Nel 1932, la poesia di Akiko Yosano esortava i soldati giapponesi a sopportare le sofferenze in Cina e confortava i compagni morti. L'ultimo messaggio delle forze a Peleliu, durante l'omonima battaglia, è stata "Sakura, Sakura", fiori di ciliegio. I piloti giapponesi usavano dipingere ai lati dei loro aerei un fiore di ciliegio o portavano con sé un ramo, prima di intraprendere una missione suicida. Un fiore di ciliegio dipinto sul lato dell'aereo simboleggiava l'intensità e l'effimera natura della vita. In questo modo, l'associazione estetica è stata correlata in modo da associare la caduta dei petali di ciliegio al sacrificio dei giovani soldati in missioni suicide per onorare l'imperatore. La prima unità kamikaze possedeva una subunità chiamata Yamazakura o fiori di ciliegio selvatici. Il governo ha anche incoraggiato il popolo a credere che le anime dei guerrieri abbattuti si reincarnassero nei fiori.
Durante le sue conquiste militari, il Giappone imperiale, spesso piantava alberi di ciliegio come un mezzo per rivendicare il territorio occupato come territorio giapponese.
I fiori di ciliegio sono un simbolo prevalente nella Irezumi, l'arte tradizionale dei tatuaggi giapponesi. In questa arte, i fiori di ciliegio sono spesso combinati con altri simboli classici giapponesi come i pesci koi, i draghi o le tigri.

## Varietà e fioritura
- Prunus serrulata
- Prunus speciosa
- Prunus × yedoensis
- Prunus sargentii

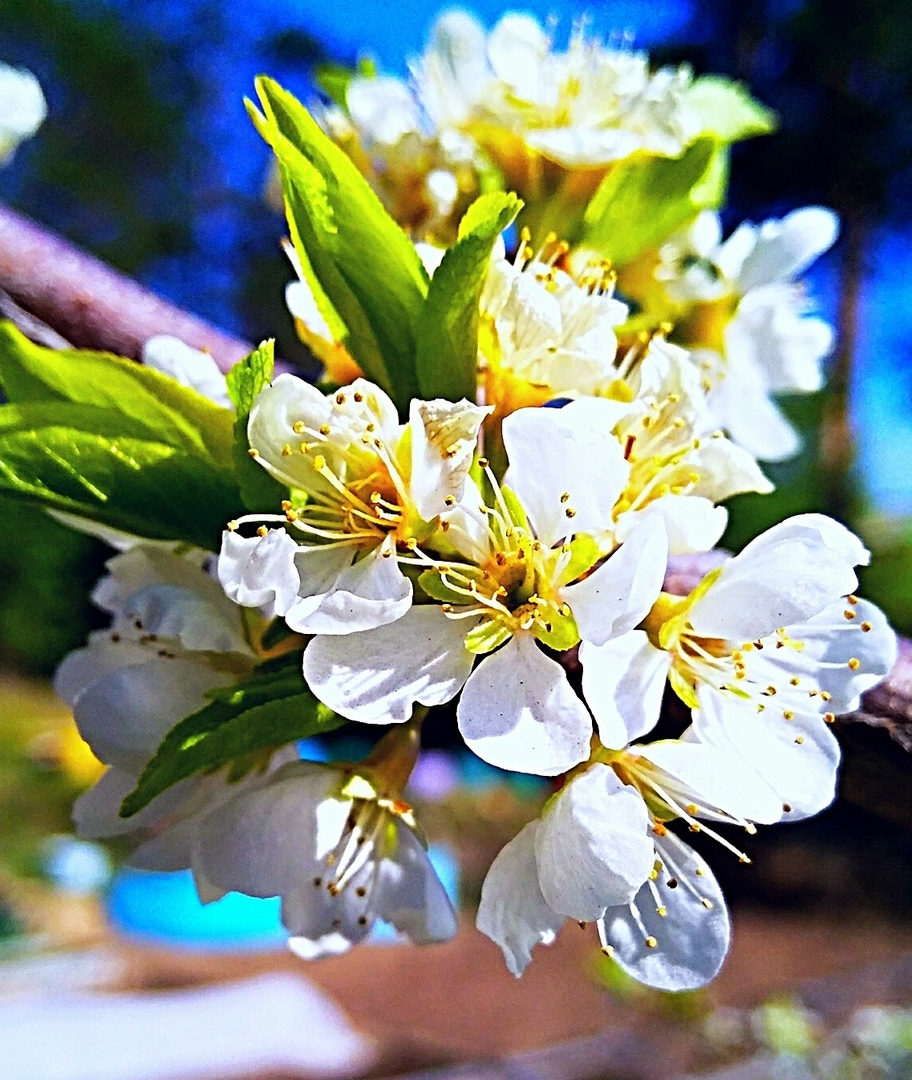
Cherry Blossom in Siberia orientale

Il Giappone vanta una grande varietà di fiori di ciliegio. Oltre 200 cultivar possono essere qui trovate. La varietà più popolare lo Somei Yoshino. I suoi fiori sono di colore bianco quasi puro, con tratti di rosa pallido, soprattutto in prossimità del gambo. Fioriscono e sfioriscono solitamente in una settimana, prima che le foglie vengano fuori, così che per quel breve periodo gli alberi appaiono quasi totalmente bianchi da cima a fondo. La varietà prende il nome dal villaggio di Somei (ora parte del quartiere di Toshima a Tokyo). È stato coltivato inizialmente tra la metà e la fine del XIX secolo, tra la fine del periodo Edo e l'inizio del periodo Meiji. Il Somei Yoshino è così ampiamente associato ai fiori di ciliegio che, sia nei Jidai-geki che in altre opere di narrativa, spesso viene presentato anche nel periodo Edo o precedentemente. Tali rappresentazioni sono pertanto anacronistiche.
Il sakura invernale o fuyuzakura (Prunus subhirtella autumnalis) comincia a fiorire in autunno per poi continuare, seppur sporadicamente, per tutto l'inverno. Si ritiene che sia un incrocio tra l'edohiganzakura (P. Incisa) e la mamezakura (P. pendula).
Altre varietà comprendono yamazakura, yaezakura, e shidarezakura. Le yaezakura vantano grandi fiori, di spessore e con ricchi petali rosa. La shidarezakura, o pianto di ciliegio, possiede rami che cadono come quelli di un salice piangente, andando a creare cascate di fiori rosa.

## Per Paese

### Australia

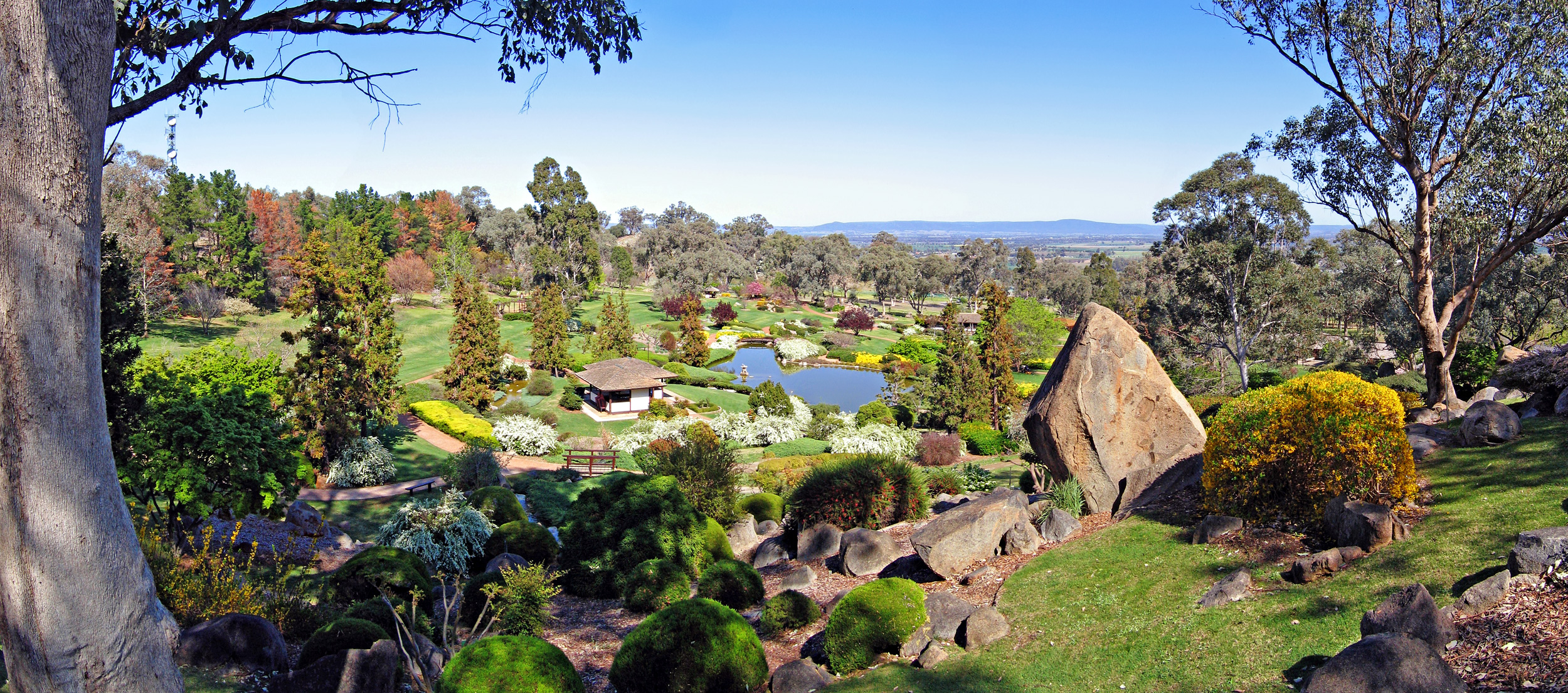
Veduta panoramica dalla Symbolic Mountain nel giardino giapponese di Cowra. In lontananza è possibile vedere le montagne che attraversano la contea di Cowra.

Durante la seconda guerra mondiale, il 5 agosto 1944 un campo di prigionieri di guerra nelle vicinanze della città di Cowra nel Nuovo Galles del Sud divenne il sito di una delle più grandi evasioni della guerra.
Durante l'evasione e la derivante ricerca dei prigionieri morirono 4 soldati australiani, 231 soldati giapponesi e vennero feriti 108 prigionieri. Il cimitero di guerra giapponese dove vennero sepolti i soldati morti durante l'evasione venne curato dal Returned and Services League of Australia di Cowra fino alla fine della guerra per poi essere ceduto al Giappone nel 1963. Nel 1971 il Cowra Tourism Development decise di celebrare il legame con il Giappone proponendo la costruzione di un giardino giapponese per la città. Il governo giapponese accettò di supportare la costruzione come segno di ringraziamento per il trattamento rispettoso dei loro morti in guerra; la costruzione ricevette anche dei fondi dal governo australiano e da enti privati.
Il giardino fu ideato da Ken Nakajima, un designer di giardini giapponesi di fama mondiale del tempo. La prima parte venne aperta nel 1979 e la seconda nel 1986.
Esso è ideato secondo lo stile del periodo Edo ed è un kaiyū-shiki, un giardino in stile escursionistico. Ideato, inoltre, per mostrare tutti i tipi di paesaggi giapponesi. Dalla grandezza di 5 ettari, è il giardino giapponese più grande dell'emisfero australe. Nel giardino si tiene un festival annuale del fiore di ciliegio nel mese di settembre.

### Brasile

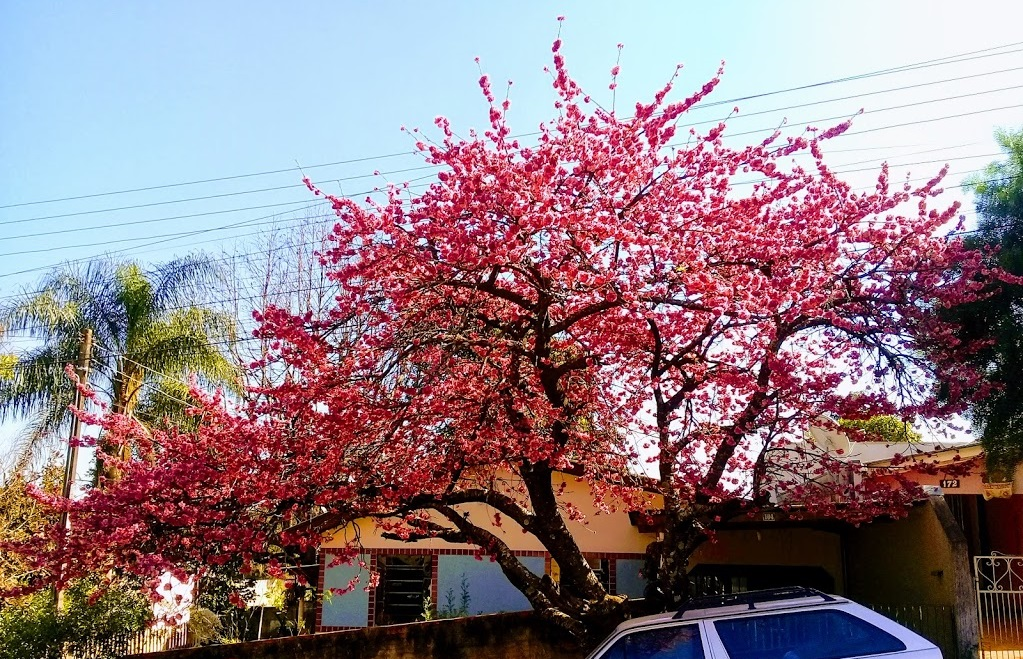
Prunus serrulata a Ponta Grossa, nel sud del Brasile

Con la diaspora giapponese verso il Brasile molti immigrati portarono con loro plantule di ciliegi. Nello stato di San Paolo, casa della comunità giapponese più grande fuori dal Giappone, è molto comune trovare alberi nella vicinanza di costruzioni relative al Giappone o di alcune case, in particolare cultivar di Prunus serrulata "Yukiwari" e Prunus serrulata var. lannesiana "Himalaya". Anche nello stato di Paraná (nella regione Sud del Brasile) arrivarono molti immigrati , i quali piantarono gli alberi di ciliegio ad Apucarana, Maringá, Cascavel ed in special modo nella capitale Curitiba.
In Curitiba, le prime plantule furono portate dagli immigrati giapponesi nella prima parte del XX secolo, ma vennero piantate in grandi quantità negli anni '90 con l'apertura dell Giardino botanico di Curitiba. Ora le plantule sono prodotte dalla città e usate nell'imboschimento delle strade e delle piazze, come la piazza giapponese dove ci sono più di 30 ciliegi mandati dall'Impero giapponese a Curitiba.

### Canada

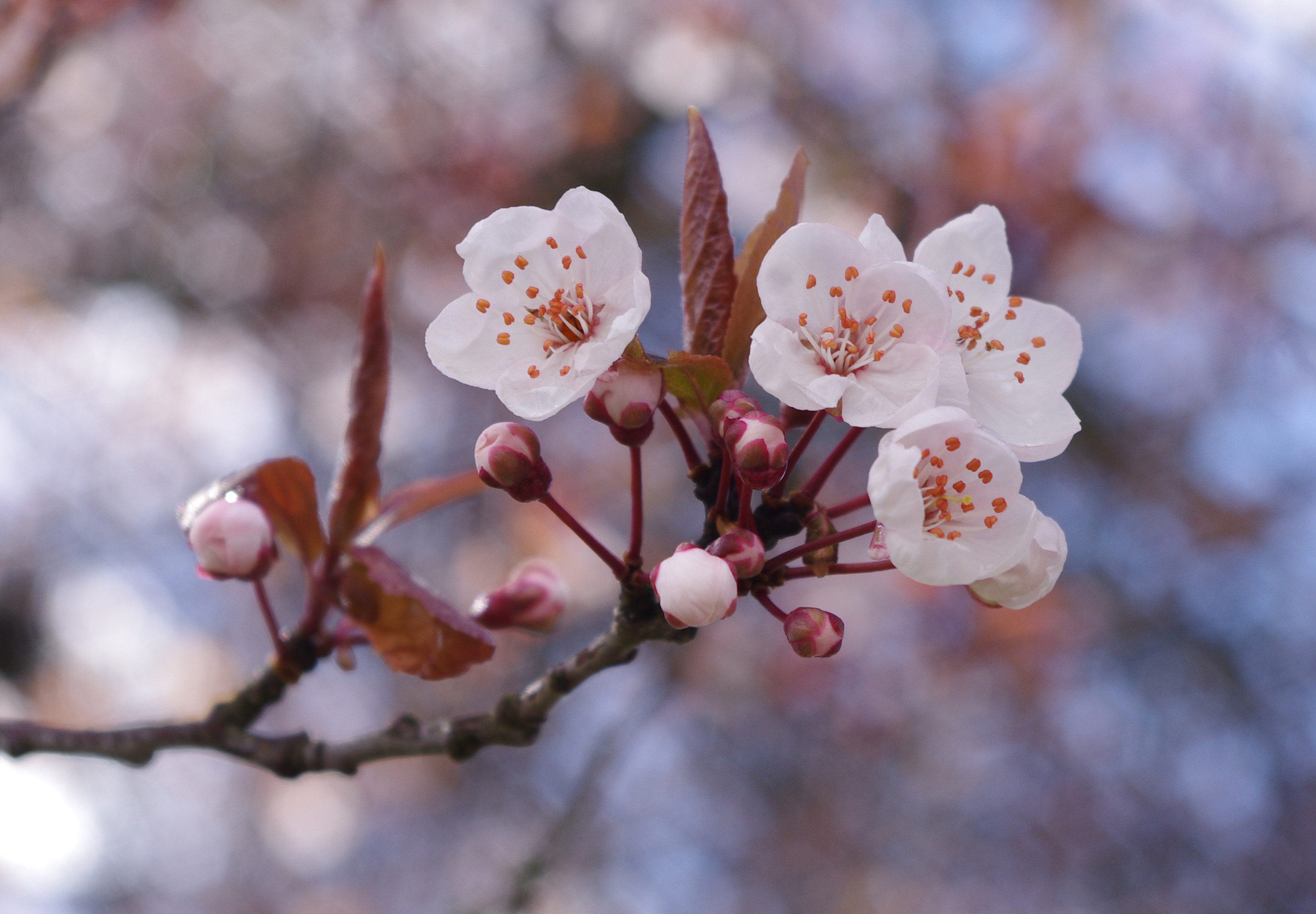
Fiori di ciliegio a Vancouver

Vancouver è famosa per le sue schiere di ciliegi lungo le strade e in molti parchi, incluso quello di Queen Elizabeth Park e di Stanley Park. Ogni anno inoltre si tiene a Vancouver il Vancouver Cherry Blossom Festival. Nell'High Park di Toronto si trovano una moltitudine di ciliegi "Somei-Yoshino" (la specie che fiorisce prima e più amata dai giapponesi per i loro fiori bianchi lanuginosi) che furono regalati alla città di Toronto dal Giappone nel 1959. Attraverso il Sakura Project, il consolato giapponese donò ulteriori 34 ciliegi all'High Park nel 2001, più ciliegi in altre varie località come l'Exhibition Place, l'università McMaster, l'università York, la sede dell'università di Toronto e i suoi campus a Scarborough e la Royal Botanical Gardens di Burlington nella quale i ciliegi (che fioriscono tra l'ultima settimana di Aprile e la prima settimana di Maggio) sono collocati nell'Arboteum e nel Rock Garden e furono piantati per celebrare la duratura forza dell'amicizia tra Canada e Giappone. Anche nelle vicinanze delle cascate del Niagara sono presenti diversi ciliegi.

### Cina
In Cina i ciliegi crescono spontaneamente. Comunque, i due parchi di fiori di ciliegi più famosi in Cina nascono dalla breve occupazione di una parte della Cina da parte del Giappone durante la prima parte del XX secolo o da donazioni da parte del Giappone avvenute successivamente:
- Longwangtang Cherry Blossom Park nel distretto di Lüshunkou a Dalian nel Liaoning
- East Lake Cherry Blossom Park nei pressi dell'università di Wuhan nel distretto di Donghu a Wuhan nell'Hubei
- Nanshan Botanical Garden nel distretto di Nan'an a Chongqing

### Corea del Sud

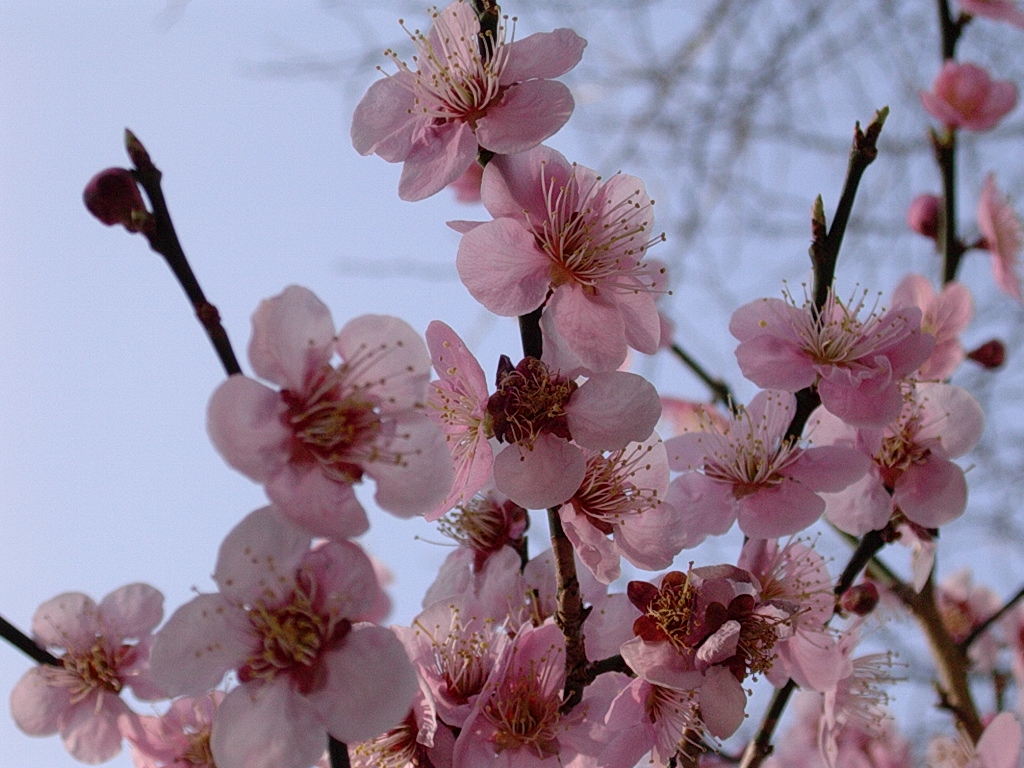
Fiori di ciliegio a Hwaeomsa in Corea del Sud

L'osservazione dei fiori di ciliegio è stata introdotta in Corea durante il dominio giapponese. I festeggiamenti continuarono anche oltre la resa del Giappone nella Seconda Guerra Mondiale, ma la situazione è stata controversa, molti ciliegi furono distrutti poiché erano visti come un simbolo dell'occupazione. Inoltre, c'è stata una considerevole confusione riguardo all'origine dei ciliegi giapponesi coltivati, e la differenza tra questi e gli alberi nativi coreani. Alcuni alberi di Gyeongbokgung di Seul sono stati tagliati per celebrare il cinquantesimo anniversario dalla resa del Giappone nella seconda guerra mondiale. Questi alberi tagliati erano stati piantati provocatoriamente dal Giappone in alcuni luoghi sacri del palazzo, anche se in Corea i ciliegi erano già endemici.

### Germania
I fiori di ciliegio sono una importante attrazione turistica nella regione dei frutteti dell'Altes Land. Il più grande Hanami in Amburgo, con i fuochi d'artificio di stile giapponese ed organizzato da una società nippo-tedesca, porta decine di centinaia di spettatori ogni primavera.

### India
Anche in India è possibile apprezzare la fioritura dei ciliegi, soprattutto nell'India orientale.

### Italia

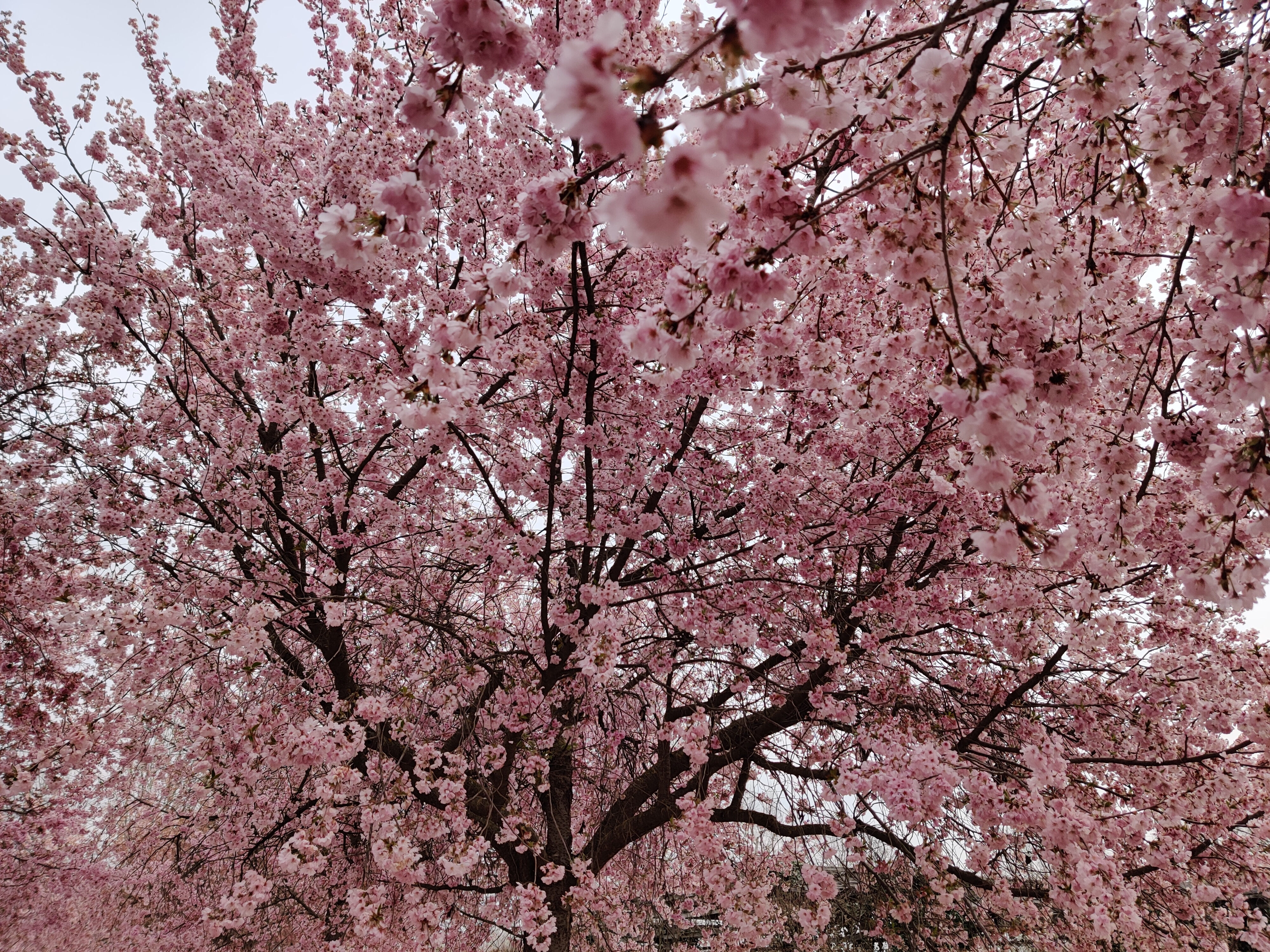
Fioritura degli alberi di ciliegio giapponesi nei giardini della reggia di Venaria a Torino

Nel quartiere romano dell'EUR si trova il Parco Lago dell'EUR, dove nel luglio 1959 fu inaugurata la strada pedonale e ciclabile che attraversa il parco e che si chiama Passeggiata del Giappone in onore di tale Paese. In quell'occasione il primo ministro giapponese Nobusuke Kishi, in visita ufficiale in Italia, donò a Roma, a nome del proprio governo, numerosi sakura, ciliegi giapponesi da fiore, della varietà Prunus x yedoensis, comunemente chiamati yoshino o somei-yoshino, molti dei quali piantati proprio nel parco dell'EUR. Tuttora sono meta di turisti e cittadini romani che ammirano la loro fioriture.
A Torino nei giardini della reggia di Venaria è possibile godere della visione di diversi viali di ciliegi giapponesi da fiore, meta turistica durante il periodo della fioritura.
A Besana in Brianza nella frazione di Vergo Zoccorino, è possibile ammirare un enorme ciliegio secolare. Alto circa 24 metri, con una circonferenza di 500 cm, è considerato il ciliegio selvatico più grande della Penisola e si stima che abbia un’età compresa tra i 150 e i 200 anni.

### Paesi Bassi
Nel 2000, la Japan Women's Club (JWC) donò 400 ciliegi alla città di Amstelveen. Gli alberi sono stati piantati nell'area dei fiori di ciliegi nell'Amsterdamse Bos. Un dettaglio particolare è che ogni albero ha un nome, i primi 200 hanno un nome femminile giapponese mentre gli altri 200 hanno un nome femminile olandese.